# Miguel Ángel Nieto
Miguel Ángel Nieto de la Calle (* 12. Januar 1986 in Madrid) ist ein ehemaliger spanischer Fußballspieler. Seine Position war das rechte Mittelfeld.

## Laufbahn
Miguel Ángel Nieto begann seine Fußballerlaufbahn in der Jugend von Real Madrid. Obwohl er im Sommer 2006 nur in die dritte Mannschaft des Klubs, Real Madrid C, eingeschrieben wurde, gefiel der rechte Flügelspieler dem Trainer der ersten Mannschaft Fabio Capello, weshalb er mit dieser mittrainieren durfte. Am 6. Dezember 2006 feierte er in der UEFA Champions League gegen Dynamo Kiew sein Debüt im Profiteam. Im Sommer 2008 wechselte er zu UD Almería. Nach drei Jahren und 25 Punktspieleinsätzen ging er ganz kurz zu Xerez, war zwei Jahre bei CD Numancia aktiv und nach drei Kurzstationen für drei Spielzeiten für Hércules Alicante am Ball. Seine letzte Station war bis 2019 dann CD Alcoyano.

## Titel
- Spanische Meisterschaft: 2006/07

| Personendaten    | Personendaten                                        |
| ---------------- | ---------------------------------------------------- |
| NAME             | Nieto, Miguel Ángel                                  |
| ALTERNATIVNAMEN  | Nieto de la Calle, Miguel Ángel (vollständiger Name) |
| KURZBESCHREIBUNG | spanischer Fußballspieler                            |
| GEBURTSDATUM     | 12. Januar 1986                                      |
| GEBURTSORT       | Madrid, Spanien                                      |